# John Moresby
Pour les articles homonymes, voir Moresby.
John Moresby (né le 15 mars 1830 à  Allerford, dans le Somerset – mort le 12 juillet 1922 à  Fareham, dans le Hampshire) est un officier de marine britannique qui explore les côtes de la Nouvelle-Guinée et découvre le site de Port Moresby.

## Biographie
Il était le fils de l'amiral Sir Fairfax Moresby (en).

Il rejoint la marine dès son plus jeune âge en tant que 1re classe bénévole à bord du « HMS Victor ». Il prend par la suite en charge le croiseur à vapeur à roues à aubes de 1031 tonneaux, le « HMS Basilisk » avec lequel il fait des enquêtes hydrologiques autour de la Nouvelle-Guinée orientale qu'il cartographie en 1873. Au cours de ses recherches sur la côte sud, il découvre un port qu'il nomme Port Moresby en l'honneur de son père Fairfax Moresby. Une ville y sera établie à partir de villages autochtones déjà existants (essentiellement Hanuabada) et sera nommée Port Moresby, qui est aujourd'hui la capitale de la Papouasie-Nouvelle-Guinée. 
John Moresby chercha aussi une route plus courte entre l'Australie et la Chine à l'extrémité orientale de l'île, il découvrit le détroit de Chine. Il continua d'explorer la côte nord-est de l'île jusqu'au golfe d'Huon. 
Il fut ensuite promu contre-amiral et mourut en 1922 en Angleterre.

## Publications
- New Guinea and Polynesia..., John Moresby, John Murray, 1876 (réimpression 2002, Elibron Classics,  (ISBN 1-4021-8798-X))
- Two Admirals, Admiral of the Fleet, Sir Fairfax Moresby (1786-1877), and His Son, John Moresby. A Record of Life and Service in the British Navy for a Hundred Years, John Moresby, Murray, Londres 1909